# Élections législatives de 1876 dans les Basses-Alpes
 (avril 2021).
Si vous disposez d'ouvrages ou d'articles de référence ou si vous connaissez des sites web de qualité traitant du thème abordé ici, merci de compléter l'article en donnant les références utiles à sa vérifiabilité et en les liant à la section « Notes et références ».
Les élections législatives de 1876 ont eu lieu les 20 février et 5 mars 1876

## Résultats à l'échelle du département
| Partis         | Partis                            | Premier tour | Premier tour | Deuxième tour | Deuxième tour | Sièges |
| Partis         | Partis                            | Voix         | %            | Voix          | %             | Sièges |
| -------------- | --------------------------------- | ------------ | ------------ | ------------- | ------------- | ------ |
|                | Union républicaine                | 10 514       | 32,85        |               |               | 2      |
|                | Légitimistes, Monarchistes        | 7 274        | 22,73        | 6 368         | 37,86         | 0      |
|                | Gauche républicaine, Républicains | 6 545        | 20,45        | 7 727         | 45,94         | 1      |
|                | Bonapartistes                     | 2 953        | 9,84         |               |               | 0      |
|                | Constitutionnel                   | 2 428        | 7,59         | 556           | 3,31          | 0      |
|                | Centre-gauche                     | 2 290        | 7,16         | 2 169         | 12,90         | 1      |
|                |                                   |              |              |               |               |        |
| Inscrits       | Inscrits                          | 42 107       | 100,00       | 23 735        | 100,00        | 5      |
| Votants        | Votants                           |              |              | 17 058        | 71,87         |        |
| Abstentions    | Abstentions                       |              |              | 6 677         | 28,13         |        |
| Blancs et nuls | Blancs et nuls                    |              |              | 238           | 1,40          |        |
| Exprimés       | Exprimés                          | 32 004       |              | 16 820        | 98,60         |        |

## Résultats par arrondissement

### Arrondissement de Barcelonnette
| Candidats      | Candidats         | Étiquette          | Premier tour | Premier tour |
| Candidats      | Candidats         | Étiquette          | Voix         | %            |
| -------------- | ----------------- | ------------------ | ------------ | ------------ |
|                | Hippolyte Gassier | Union républicaine | 2 871        | 100,00       |
|                |                   |                    |              |              |
| Inscrits       | Inscrits          | Inscrits           | 3 843        | 100,00       |
| Votants        | Votants           | Votants            | 2 891        | 75,23        |
| Abstention     | Abstention        | Abstention         | 952          | 24,77        |
| Blancs et nuls | Blancs et nuls    | Blancs et nuls     | 20           | 0,69         |
| Exprimés       | Exprimés          | Exprimés           | 2 871        | 99,31        |

### Arrondissement de Castellane
| Candidats      | Candidats               | Étiquette          | Premier tour | Premier tour | Deuxième tour | Deuxième tour |
| Candidats      | Candidats               | Étiquette          | Voix         | %            | Voix          | %             |
| -------------- | ----------------------- | ------------------ | ------------ | ------------ | ------------- | ------------- |
|                | Paul Rabiers du Villars | Monarchiste        | 1 645        | 38,34        | 2 039         | 48,46         |
|                | Collomb                 | Républicain modéré | 1 250        | 29,14        |               |               |
|                | Honorat                 | Constitutionnel    | 921          | 21,47        |               |               |
|                | Arthur Eugène Picard    | Centre-gauche      | 474          | 11,05        | 2 169         | 51,54         |
|                |                         |                    |              |              |               |               |
| Inscrits       | Inscrits                | Inscrits           | 6 050        | 100,00       | 6 050         | 100,00        |
| Votants        | Votants                 | Votants            |              |              | 4 227         | 69,87         |
| Abstention     | Abstention              | Abstention         |              |              | 1 823         | 30,13         |
| Blancs et nuls | Blancs et nuls          | Blancs et nuls     |              |              | 19            | 0,45          |
| Exprimés       | Exprimés                | Exprimés           | 4 290        |              | 4 208         | 99,55         |

### Arrondissement de Digne
| Candidats      | Candidats        | Étiquette           | Premier tour | Premier tour |
| Candidats      | Candidats        | Étiquette           | Voix         | %            |
| -------------- | ---------------- | ------------------- | ------------ | ------------ |
|                | Pierre Allemand  | Républicain radical | 7 643        | 72,13        |
|                | Falcon de Cimier | Bonapartiste        | 2 953        | 27,87        |
|                |                  |                     |              |              |
| Inscrits       | Inscrits         | Inscrits            | 14 529       | 100,00       |
| Votants        | Votants          | Votants             | 10 811       | 74,41        |
| Abstention     | Abstention       | Abstention          | 3 718        | 25,59        |
| Blancs et nuls | Blancs et nuls   | Blancs et nuls      | 215          | 1,99         |
| Exprimés       | Exprimés         | Exprimés            | 10 596       | 98,01        |

### Arrondissement de Forcalquier
| Candidats      | Candidats                    | Étiquette                | Premier tour | Premier tour | Deuxième tour | Deuxième tour |
| Candidats      | Candidats                    | Étiquette                | Voix         | %            | Voix          | %             |
| -------------- | ---------------------------- | ------------------------ | ------------ | ------------ | ------------- | ------------- |
|                | Sébastien de Salve-Villedieu | Monarchistes             | 3 963        | 46,27        | 4 329         | 49,94         |
|                | Jean-Baptiste Bouteille      | Républicain modéré       | 2 786        | 32,53        | 4 339         | 50,06         |
|                | Marius Debout                | Républicain conservateur | 1 816        | 21,20        |               |               |
|                |                              |                          |              |              |               |               |
| Inscrits       | Inscrits                     | Inscrits                 | 10 788       | 100,00       | 10 788        | 100,00        |
| Votants        | Votants                      | Votants                  |              |              | 8 730         | 80,92         |
| Abstention     | Abstention                   | Abstention               |              |              | 2 058         | 19,08         |
| Blancs et nuls | Blancs et nuls               | Blancs et nuls           |              |              | 62            | 0,71          |
| Exprimés       | Exprimés                     | Exprimés                 | 8 565        |              | 8 668         | 99,29         |

### Arrondissement de Sisteron
| Candidats      | Candidats             | Étiquette          | Premier tour | Premier tour | Deuxième tour | Deuxième tour |
| Candidats      | Candidats             | Étiquette          | Voix         | %            | Voix          | %             |
| -------------- | --------------------- | ------------------ | ------------ | ------------ | ------------- | ------------- |
|                | André Thourel         | Républicain modéré | 2 509        | 44,16        | 3 388         | 85,90         |
|                | Saint-Marcel Eysserie | Légitimiste        | 1 666        | 29,32        |               |               |
|                | Melchior Donnet       | Constitionnel      | 1 507        | 26,41        | 556           | 14,10         |
|                | Autres                |                    | 23           | 0,40         |               |               |
|                |                       |                    |              |              |               |               |
| Inscrits       | Inscrits              | Inscrits           | 6 874        | 100,00       | 6 897         | 100,00        |
| Votants        | Votants               | Votants            |              |              | 4 101         | 59,46         |
| Abstention     | Abstention            | Abstention         |              |              | 2 796         | 40,54         |
| Blancs et nuls | Blancs et nuls        | Blancs et nuls     |              |              | 157           | 3,83          |
| Exprimés       | Exprimés              | Exprimés           | 5 706        |              | 3 944         | 96,17         |